# Михайлівка (Шевченківська селищна рада)
Миха́йлівка — село в Україні, у Шевченківській селищній громаді Куп’янського району Харківської області. Населення становить 21 осіб. До 2020 орган місцевого самоврядування — Шевченківська селищна рада.

## Географія
Село Михайлівка знаходиться в балці Грузька по якій протікає пересихаючий струмок з загатами. На відстані 2,5 км розташована залізнична станція Гроза.

## Історія
- 1850 - дата заснування.
- 7 (20) листопада 1917 року, відповідно до.Третього Універсалу Української Центральної Ради, увійшло до складу Української Народної Республіки[1].
- 12 червня 2020 року, відповідно до Розпорядження Кабінету Міністрів України № 725-р «Про визначення адміністративних центрів та затвердження територій територіальних громад Харківської області», увійшло до складу Шевченківської селищної територіальної громади[2].
- 19 липня 2020 року, в результаті адміністративно-територіальної реформи та ліквідації Шевченківського району, село увійшло до складу новоутвореного Куп'янського району Харківської області[3].